# 黄金坳站
黄金坳站是位于湖南怀化市鹤城区黄金坳镇的一个铁路车站，邮政编码418006。车站建于1978年，有焦柳铁路经过该站，现仅办理货运业务，不办理客运业务。车站距离月山站1184公里，隶属广铁集团张家界车务段，是四等站。